# Europees kampioenschap basketbal mannen 1955
Eurobasket 1955 is het negende gehouden Europees Kampioenschap basketbal. Eurobasket 1955 werd georganiseerd door FIBA Europe. Achttien landen die ingeschreven waren bij de FIBA, namen deel aan het toernooi dat gehouden werd in 1955 te Boedapest, Hongarije. Het gastland, Hongarije, werd de uiteindelijke winnaar.

## Eindklassement
1. Hongarije
2. Tsjecho-Slowakije
3. Sovjet-Unie
4. Bulgarije
5. Polen
6. Italië
7. Roemenië
8. Joegoslavië
9. Frankrijk
10. Finland
11. Turkije
12. Engeland
13. Oostenrijk
14. Zwitserland
15. Luxemburg
16. Zweden
17. Bondsrepubliek Duitsland
18. Denemarken

## Voorronde
In de voorronde werden de achttien teams verdeeld in vier groepen (twee van vijf en twee van vier). De uiteindelijke nummers 1 en 2 gingen door naar de finalegroep, en de overige tien landen gingen door naar de classificatieronde.

### Groep A
| Plaats | Land        | Ges. | W | V | PV  | PT  | Verschil |
| ------ | ----------- | ---- | - | - | --- | --- | -------- |
| 1      | Polen       | 8    | 4 | 0 | 346 | 214 | +132     |
| 2      | Joegoslavië | 7    | 3 | 1 | 270 | 220 | +50      |
| 3      | Oostenrijk  | 6    | 2 | 2 | 252 | 252 | 0        |
| 4      | Frankrijk   | 5    | 1 | 3 | 245 | 219 | +26      |
| 5      | Engeland    | 4    | 0 | 4 | 195 | 404 | −209     |

| Frankrijk   | 56 - 72  | Oostenrijk  |
| Polen       | 69 - 64  | Joegoslavië |
| Engeland    | 50 - 97  | Frankrijk   |
| Polen       | 80 - 50  | Oostenrijk  |
| Engeland    | 44 - 140 | Polen       |
| Joegoslavië | 68 - 61  | Oostenrijk  |
| Joegoslavië | 98 - 53  | Engeland    |
| Frankrijk   | 55 - 57  | Polen       |
| Oostenrijk  | 69 - 48  | Engeland    |
| Frankrijk   | 37 - 40  | Joegoslavië |

### Groep B
| Plaats | Land      | Ges. | W | V | PV  | PT  | Verschil |
| ------ | --------- | ---- | - | - | --- | --- | -------- |
| 1      | Hongarije | 6    | 3 | 0 | 235 | 171 | +64      |
| 2      | Italië    | 5    | 2 | 1 | 232 | 197 | +35      |
| 3      | Turkije   | 4    | 1 | 2 | 201 | 218 | −17      |
| 4      | Finland   | 3    | 0 | 3 | 183 | 265 | −82      |

| Italië    | 86 - 63 | Turkije   |
| Hongarije | 94 - 58 | Finland   |
| Finland   | 66 - 83 | Turkije   |
| Hongarije | 75 - 58 | Italië    |
| Italië    | 88 - 59 | Finland   |
| Turkije   | 55 - 66 | Hongarije |

### Groep C
| Plaats | Land        | Ges. | W | V | PV  | PT  | Verschil |
| ------ | ----------- | ---- | - | - | --- | --- | -------- |
| 1      | Sovjet-Unie | 8    | 4 | 0 | 372 | 179 | +193     |
| 2      | Roemenië    | 7    | 3 | 1 | 280 | 210 | +70      |
| 3      | Zwitserland | 6    | 2 | 2 | 233 | 252 | −19      |
| 4      | Zweden      | 5    | 1 | 3 | 189 | 314 | −125     |
| 5      | Luxemburg   | 4    | 0 | 4 | 179 | 298 | −119     |

| Zweden      | 52 - 72  | Zwitserland |
| Luxemburg   | 36 - 103 | Sovjet-Unie |
| Zweden      | 54 - 53  | Luxemburg   |
| Roemenië    | 63 - 79  | Sovjet-Unie |
| Zwitserland | 73 - 50  | Luxemburg   |
| Roemenië    | 86 - 52  | Zweden      |
| Sovjet-Unie | 103 - 31 | Zweden      |
| Zwitserland | 39 - 63  | Roemenië    |
| Roemenië    | 68 - 43  | Luxemburg   |
| Sovjet-Unie | 87 - 49  | Zwitserland |

### Groep D
| Plaats | Land                     | Ges. | W | V | PV  | PT  | Verschil |
| ------ | ------------------------ | ---- | - | - | --- | --- | -------- |
| 1      | Tsjecho-Slowakije        | 6    | 3 | 0 | 286 | 161 | +125     |
| 2      | Bulgarije                | 5    | 2 | 1 | 272 | 160 | +112     |
| 3      | Bondsrepubliek Duitsland | 4    | 1 | 2 | 171 | 246 | −75      |
| 4      | Denemarken               | 3    | 0 | 3 | 97  | 259 | −162     |

| Bulgarije                | 107 - 33 | Denemarken               |
| Bondsrepubliek Duitsland | 65 - 113 | Tsjecho-Slowakije        |
| Bulgarije                | 97 - 54  | Bondsrepubliek Duitsland |
| Tsjecho-Slowakije        | 100 - 28 | Denemarken               |
| Tsjecho-Slowakije        | 73 - 68  | Bulgarije                |
| Denemarken               | 36 - 52  | Bondsrepubliek Duitsland |

## Classificatieronde

### Classificatieronde 1
De tien teams die in de voorronde doorgingen naar de classificatieronde werden in de eerste classificatieronde ingedeeld in twee groepen van vijf. De nummers 1 en 2 gingen in de tweede classificatieronde spelen voor de plekken 9, 10, 11 en 12. De nummers 3 en 4 gingen in de tweede classificatieronde spelen voor de plekken 13, 14, 15 en 16. De nummers 5 gingen strijden voor de 17e plaats.

#### Groep 1
| Plaats | Land                     | Ges. | W | V | PV  | PT  | Verschil |
| ------ | ------------------------ | ---- | - | - | --- | --- | -------- |
| 1      | Finland                  | 8    | 4 | 0 | 279 | 203 | +76      |
| 2      | Engeland                 | 6    | 2 | 2 | 220 | 262 | −42      |
| 3      | Zwitserland              | 6    | 2 | 2 | 194 | 199 | −5       |
| 4      | Oostenrijk               | 5    | 1 | 3 | 184 | 213 | −19      |
| 5      | Bondsrepubliek Duitsland | 5    | 1 | 3 | 196 | 196 | 0        |

| Bondsrepubliek Duitsland | 67 - 50 | Engeland                 |
| Finland                  | 55 - 49 | Oostenrijk               |
| Zwitserland              | 65 - 41 | Oostenrijk               |
| Bondsrepubliek Duitsland | 53 - 65 | Finland                  |
| Engeland                 | 60 - 94 | Finland                  |
| Zwitserland              | 35 - 34 | Bondsrepubliek Duitsland |
| Engeland                 | 59 - 53 | Zwitserland              |
| Oostenrijk               | 46 - 42 | Bondsrepubliek Duitsland |
| Oostenrijk               | 48 - 51 | Engeland                 |
| Finland                  | 65 - 41 | Zwitserland              |

#### Groep 2
| Plaats | Land       | Ges. | W | V | PV  | PT  | Verschil |
| ------ | ---------- | ---- | - | - | --- | --- | -------- |
| 1      | Frankrijk  | 8    | 4 | 0 | 314 | 130 | +184     |
| 2      | Turkije    | 7    | 3 | 1 | 279 | 188 | +91      |
| 3      | Luxemburg  | 6    | 2 | 2 | 200 | 246 | −46      |
| 4      | Zweden     | 5    | 1 | 3 | 192 | 277 | −85      |
| 5      | Denemarken | 4    | 0 | 4 | 131 | 275 | −144     |

| Turkije    | 72 - 59 | Luxemburg  |
| Denemarken | 41 - 51 | Zweden     |
| Frankrijk  | 84 - 36 | Zweden     |
| Turkije    | 82 - 33 | Denemarken |
| Luxemburg  | 46 - 31 | Denemarken |
| Frankrijk  | 50 - 38 | Turkije    |
| Zweden     | 46 - 87 | Turkije    |
| Luxemburg  | 30 - 84 | Frankrijk  |
| Denemarken | 26 - 96 | Frankrijk  |
| Zweden     | 59 - 65 | Luxemburg  |

### Classificatieronde 2

#### Classificatie 17/18
| Bondsrepubliek Duitsland | 51 - 49 | Denemarken |

#### Classificatie 13-16
| Luxemburg   | 55 - 80 | Oostenrijk |
| Zwitserland | 54 - 43 | Zweden     |

##### Classificatie 15/16
| Luxemburg | 56 - 52 | Zweden |

##### Classificatie 13/14
| Oostenrijk | 52 - 47 | Zwitserland |

#### Classificatie 9-12
| Frankrijk | 103 - 55 | Engeland |
| Finland   | 55 - 54  | Turkije  |

##### Classificatie 11/12
| Turkije | 77 - 54 | Engeland |

##### Classificatie 9/10
| Finland | 48 - 65 | Frankrijk |

## Finalegroep
In de finalegroep zaten de nummers 1 en 2 van de voorrondegroepen. Elk land speelde een wedstrijd tegen de andere groepsgenoten. De uiteindelijke stand van de finalegroep bepaalde wie het toernooi won.
| Plaats | Land              | Ges. | W | V | PV  | PT  | Verschil |
| ------ | ----------------- | ---- | - | - | --- | --- | -------- |
| 1      | Hongarije         | 13   | 6 | 1 | 514 | 427 | +87      |
| 2      | Tsjecho-Slowakije | 12   | 5 | 2 | 533 | 447 | +86      |
| 3      | Sovjet-Unie       | 12   | 5 | 2 | 538 | 467 | +71      |
| 4      | Bulgarije         | 11   | 4 | 3 | 483 | 465 | +18      |
| 5      | Polen             | 10   | 3 | 4 | 461 | 516 | −55      |
| 6      | Italië            | 9    | 2 | 5 | 434 | 510 | −76      |
| 7      | Roemenië          | 9    | 2 | 5 | 473 | 516 | −43      |
| 8      | Joegoslavië       | 8    | 1 | 6 | 397 | 485 | −88      |

| Polen             | 56 - 69  | Roemenië          |
| Bulgarije         | 84 - 66  | Joegoslavië       |
| Hongarije         | 65 - 75  | Tsjecho-Slowakije |
| Italië            | 48 - 54  | Sovjet-Unie       |
| Tsjecho-Slowakije | 49 - 52  | Joegoslavië       |
| Roemenië          | 70 - 73  | Italië            |
| Sovjet-Unie       | 82 - 62  | Bulgarije         |
| Hongarije         | 98 - 66  | Polen             |
| Bulgarije         | 73 - 46  | Roemenië          |
| Italië            | 65 - 81  | Hongarije         |
| Polen             | 72 - 68  | Tsjecho-Slowakije |
| Joegoslavië       | 52 - 75  | Sovjet-Unie       |
| Tsjecho-Slowakije | 81 - 74  | Sovjet-Unie       |
| Roemenië          | 93 - 69  | Joegoslavië       |
| Hongarije         | 69 - 59  | Bulgarije         |
| Polen             | 67 - 59  | Italië            |
| Bulgarije         | 62 - 57  | Polen             |
| Joegoslavië       | 34 - 48  | Hongarije         |
| Italië            | 48 - 96  | Tsjecho-Slowakije |
| Sovjet-Unie       | 84 - 66  | Roemenië          |
| Sovjet-Unie       | 68 - 82  | Hongarije         |
| Italië            | 72 - 76  | Bulgarije         |
| Polen             | 67 - 59  | Joegoslavië       |
| Tsjecho-Slowakije | 91 - 69  | Roemenië          |
| Joegoslavië       | 66 - 69  | Italië            |
| Bulgarije         | 67 - 73  | Tsjecho-Slowakije |
| Hongarije         | 71 - 60  | Roemenië          |
| Sovjet-Unie       | 101 - 76 | Polen             |

| Eurobasket 1955 winnaar |
| ----------------------- |
| Hongarije Eerste titel  |